# Luigi Sessa (arbitro)
Luigi Sessa (Vercelli, 9 dicembre 1886 – Milano, 6 febbraio 1926) è stato un calciatore e arbitro di calcio italiano.
È stato erroneamente a lui attribuita residenza a Gorizia quando non ha mai lasciato Milano dove era residente da poco prima del 1911.

## Biografia

### Calciatore
Aveva giocato nelle squadre riserve della Pro Vercelli, ma non fece mai alcuna presenza in prima squadra.
Trasferitosi a Milano allenò la Vigor F.C. che vinse il campionato lombardo di Terza Categoria, squadra che poi si fuse con l'Unitas Club e la Società Lambro diventando A.M.C. nel 1913.
Proprio con gli avana dell'avvocato Pedroni giocò come attaccante in prima squadra. Giocatore dagli occhietti furbi, la barbetta tipica degli alpini, e dal corpo slanciato e magro (era alto circa 1,80), era un buon attaccante calmo e preciso, specialista nel passaggi rasoterra pericolosi soprattutto nel servire i compagni in area.

Caricatura di importanti arbitri dell'epoca, pubblicata sulla rivista "L'Arbitro" nel 1925. Sessa è il secondo da sinistra.

### Arbitro
Quando passata la prima giovinezza il corpo perse quella elasticità che lo aveva sempre contraddistinto, la guerra era appena iniziata quando decise di prendere la tessera di arbitro.
Si tesserò per la Juventus Italia e rappresentò questa squadra fino all'ultima gara diretta.
Dopo la guerra ritornò ad arbitrare ed è citato nel primo elenco di arbitri a disposizione dell'A.I.A. per gare del Comitato Regionale Lombardo nel 1919 e gli è attribuita la qualifica di "arbitro federale" abilitato alle gare semifinali e finali.
Alla scissione delle in due federazioni nella stagione 1921-1922 lui è ancora tesserato per la Juventus Italia che aderisce alla F.I.G.C. ed arbitra gare di Prima Categoria.
Fra le fotografie più significative fra quelle conservate dagli arbitri milanesi c'è quella relativa ad un incontro valido per l'aggiudicazione della "Coppa Zuppini" fra arbitri federali lombardi e liguri (vinsero i lombardi 4-1) disputata nel dicembre 1923:
- Grossi; Bistoletti, Gama (II); Trezzi, Crivelli (III), Piazza; Gama (I), Sessa, Mauro, Tradico, Crivelli (II).
- Vagge; Olivari, Gandolfi; Pinasco, Sguerso, Tergolina; Parodi, Zennaro, Garbieri, Dani, Giordani.
- Arbitro: De Vecchi.

Nelle stagioni successive arbitra soprattutto quelle di Prima Divisione, e fra queste anche alcune in funzione di guardalinee come ad esempio la finale di Lega Nord fra Bologna e Genoa (1-1, poi 0-2 a tavolino) dove lui e Crivelli coadiuvarono Aldo Panzeri.
La morte improvvisa a causa di una broncopolmonite, avvenuta 35 giorni dopo quella di Umberto Meazza, lasciò l'A.I.A. molto colpita dedicando ad entrambi due significative pagine sul giornale "L'Arbitro" 1º numero di gennaio-febbraio del 1926.. Riposa nella tomba di famiglia a Vercelli.
A Milano, durante la partita Milan-Livorno (4-1), l'arbitro Luigi Serra fece osservare un minuto di silenzio prima dell'inizio del secondo tempo per commemorare la morte del collega milanese.